# Šápúr Bachtijár
Šápúr Bachtijár (persky شاپور بختیار‎ , 26. června 1914 Šahr-e Kord – 6. srpna 1991 Suresnes) byl íránský politik a liberální intelektuál, stoupenec konstituční monarchie a poslední premiér Íránského císařství.

## Původ
Pocházel z rodiny bachtijárských náčelníků. Jeho dědeček Saad ad-Daulá byl v letech 1912 a 1918 předsedou perské vlády. Jeho otec byl v roce 1934 popraven spolu s dalšími příslušníky tradiční aristokracie obviněnými z pokusu svrhnout panovníka Rezu Šáha Pahlavího.

## Politická kariéra
Studoval v Bejrútu a na pařížské Sorbonně, kde získal diplom v oborech politologie, právo a filosofie. Bojoval proti fašistům ve španělské občanské válce i v hnutí Résistance. V roce 1946 se vrátil do vlasti, kde vstoupil do levicově orientované Íránské strany, pracoval v sociální oblasti a za vlády Muhammada Mosaddeka byl náměstkem ministra práce. Po Mosaddekově svržení v roce 1953 se stal jedním z hlavních kritiků samovlády šáha Muhammada Rezy Pahlavího, účastnil se činnosti zakázané Národní fronty, byl sledován policií a téměř šest let strávil ve vězení.

## Měsíc v čele vlády
V roce 1977 vypukly v Íránu rozsáhlé stávky a demonstrace proti režimu, které přivedly šáha k ústupkům vůči opozici. Dne 4. ledna 1979 nahradil v čele vlády generála Gholáma Rezu Azharího populárním umírněným disidentem Bachtijárem. Ten zahájil rozsáhlé reformy: zrušil tajnou policii SAVAK, propustil politické vězně, vyhlásil svobodu tisku a shromažďování. Nepodařilo se mu však uklidnit zradikalizovanou atmosféru ve společnosti a Národní fronta ho kvůli spolupráci s šáhem označila za zrádce. Panovník opustil Írán 16. ledna 1979 a 1. února se vrátil z emigrace ájatolláh Rúholláh Chomejní, který se postavil do čela islámské revoluce. Podařilo se mu získat na svoji stranu davy v ulicích i armádu, takže Bachtijár byl 11. února donucen odstoupit z funkce a odejít ze země.

## Exil
Usadil se ve Francii, kde založil exilovou skupinu Íránské národní hnutí odporu (NAMIR) a vydal vzpomínkovou knihu 37 dní po 37 letech. V Íránu byl v nepřítomnnosti odsouzen k trestu smrti a v roce 1991 byl spolu se svým asistentem ubodán agenty vyslanými teheránským teokratickým režimem. Je pochován na Montparnaském hřbitově.